# George Andrew Olah
George Andrew Olah (rojen 	Oláh András György), madžarsko-ameriški kemik judovskega rodu, nobelovec, * 22. maj 1927, Budimpešta, Ogrska (zdaj Madžarska), † 8. marec 2017, Beverly Hills, Kalifornija, Združene države Amerike.
Raziskovalno se je posvečal zlasti kationskim vmesnim spojinam za industrijsko rabo. Za sintezo stabilnih karbokationov s superkislinami, ki je omogočila obširnejše preučevanje njihovih lastnosti in izboljšave postopkov rafiniranja goriv, je leta 1994 prejel Nobelovo nagrado za kemijo.

## Življenjepis
Rodil se je v izobraženski družini v Budimpešti. Njegov oče je bil odvetnik, ki je sinu omogočil dobro šolanje. Tako je obiskoval ugledno katoliško gimnazijo in opravil srednješolsko izobraževanje kljub divjanju druge svetovne vojne, ki je medtem izbruhnila. V šoli je bil delno zaščiten pred nacističnim preganjanjem, a se je moral ob koncu vojne vseeno več mesecev skrivati drugje, medtem ko je njegov starejši brat umrl v ruskem vojnem ujetništvu.
Sprva se je zanimal za humanistiko, a je zaradi okoliščin usmeril v kemijsko inženirstvo, ki bi mu omogočilo varnejšo prihodnost. Tako je po vojni vpisal študij na takratni Tehniški univerzi v Budimpešti (zdaj Tehniška in ekonomska univerza v Budimpešti) in takoj po diplomi leta 1949 postal docent na univerzitetnem inštitutu za organsko kemijo. Vzporedno je pričel z doktorskim študijem pod mentorstvom Géze Zempléna, formalno pod okriljem doktorske komisije Madžarske akademije znanosti. Disertacijo na temo organskih fluorovih spojin je obranil leta 1954 in pridobil naziv »kandidata znanosti« (sovjetska ustreznica doktorata na Zahodu). Izsledke doktorskih raziskav je objavil tudi v vrsti znanstvenih člankov in patentiral tehnike za sintezo freonovih spojin, ki jih je v ta namen izumil, s čimer je že kot študent pridobil prepoznavnost v svoji stroki. Leta 1949 se je poročil s tajnico in kasnejšo študentko na Tehniški univerzi Judit Lengyel.
Takoj po doktoratu je bil imenovan za namestnika direktorja novoustanovljenega kemijskega inštituta Madžarske akademije znanosti, kjer je bil njegov nadrejeni in mentor Géza Schay. Dve leti kasneje je oddal še disertacijo za višji naziv doktorja znanosti, v vmesnem času pa izjemno aktivno raziskoval ter navezoval stike s kemiki v tujini. Vendar pa je postalo vzdušje pod sovjetsko oblastjo za znanstvenika nevzdržno in po nasilnem zatrtju poskusa revolucije leta 1956 je z družino (tik pred tem se mu je rodil prvi sin) prek Dunaja in Londona emigriral v Kanado. Tam mu ni uspelo dobiti položaja na Univerzi v Torontu, zato se je zaposlil pri podjetju Dow Chemical Company. V Dowovih laboratorijih, kjer je imel poleg industrijskega dela možnost nadaljevati tudi s temeljnimi raziskavami, je prišel do svojega znamenitega odkritja – da postanejo karbokationi mnogo obstojnejši v kombinacijami s superkislinami, kar je omogočilo študij zgradbe in mehanizmov reakcij teh vmesnih spojin s tehnikami jedrske magnetne resonance (NMR) in kasneje rentgenske spektroskopije. Leta 1964 je bil premeščen v Dowove laboratorije v Massachusettsu in se preselil v Združene države Amerike.
Kmalu po tistem, leta 1965, se je vrnil v akademsko okolje in postal profesor ter vodja oddelka za kemijo na takratni Univerzi Western Reserve v Clevelandu. Tam se je na njegovo spodbudo oddelek združil z bližnjim kemijskim oddelkom Caseovega tehnološkega inštituta, kar se je izkazalo za tako dobro potezo, da sta se v nekaj letih združili še matični ustanovi v sedanjo Univerzo Case Western Reserve. Olah je krajši čas deloval kot vodja združenega oddelka. S kasnejšim delom je dokazal, da lahko ogljikov kation začasno veže pet ali več drugih funkcionalnih skupin in da se tovrstni neklasični ioni kot vmesne spojine vedejo drugače kot normalni karbenijevi ioni s tremi kovalentnimi vezmi. Veliko je raziskoval tudi geometrijo teh spojin.
Leta 1977 je svojo raziskovalno skupino preselil na Univerzo Južne Kalifornije v Los Angeles, kjer je vzpostavil Lokerjev raziskovalni inštitut za ogljikovodike. V zadnjih letih kariere se je aktivno posvečal konceptu »metanolne ekonomije« – uporabo metanolnih gorivnih celic kot glavnega načina shranjevanja energije, kar bi vključevalo redukcijo ogljikovega dioksida iz ozračja za pridobivanje metanola in s tem hkratno reševanje problema učinka tople grede.
Umrl je v 90. letu starosti na svojem domu v Beverly Hillsu.

## Priznanja
Za svoje delo je prejel številna priznanja na področju kemije, vključno z najvišjim, nedeljeno Nobelovo nagrado za kemijo leta 1994. Več kot 15 visokošolskih ustanov mu je podelilo častne doktorate, sprejet pa je bil tudi za člana več akademskih združenj.  Med drugim je bil tuji član britanske Kraljeve družbe in častni član Madžarske akademije znanosti.